# صبير ثعباني
صبير ثعباني (الاسم العلمي:Opuntia colubrina) هو نوع من النباتات يتبع جنس الصبير من الفصيلة الصبارية.